# Wolfson College (Oxford)

Das Wappen des Wolfson College (Oxford)

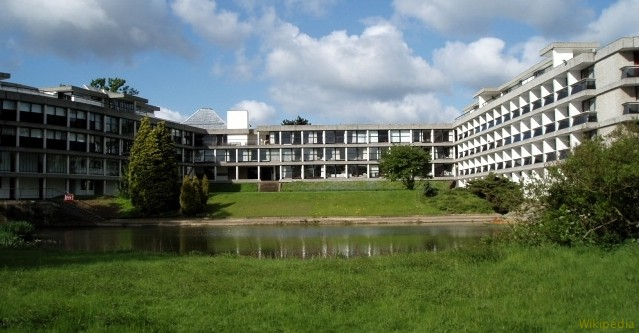
Innenansicht im Sommer

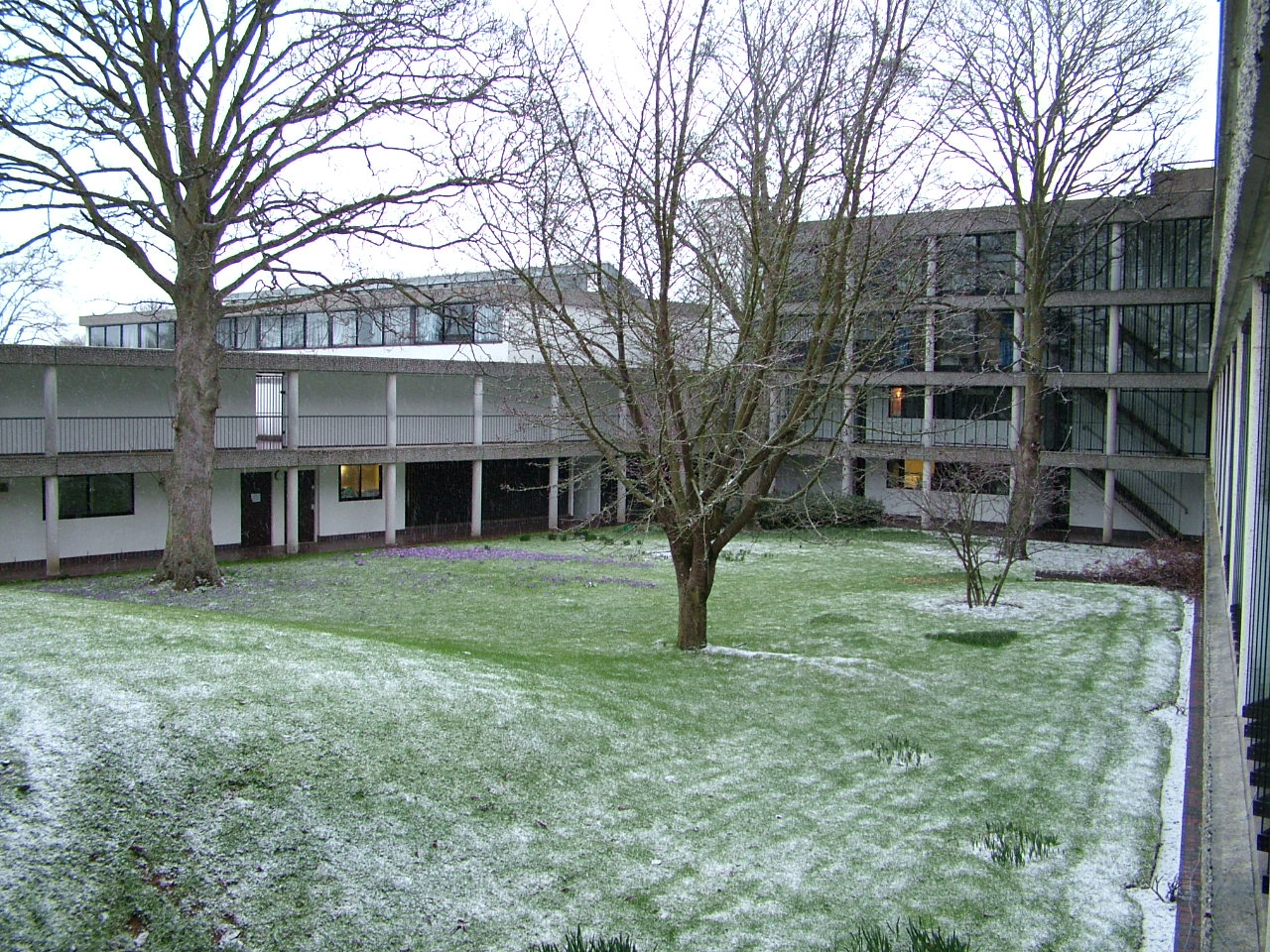
Andere Blickwinkel nach Schneefall…

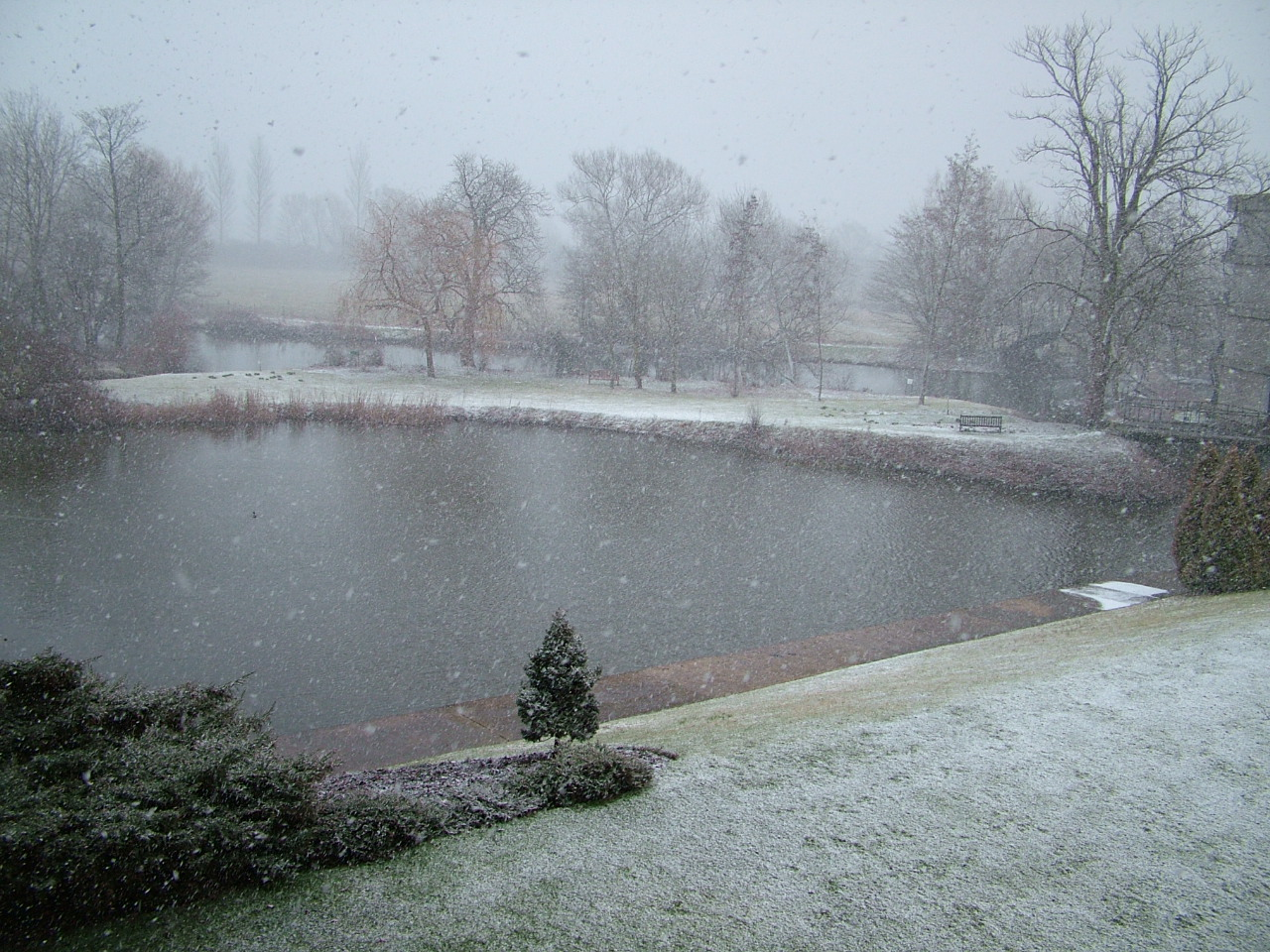
…in die Gegenrichtung

Das Wolfson College in Oxford ist das größte Graduiertencollege der University of Oxford. Die Gebäude aus den 1960er Jahren sind malerisch im Norden der Stadt, direkt am Ufer der River Cherwell, in einer Seitenstraße der Banbury Road gelegen. Das im Jahr 1965 ursprünglich als Iffley College gegründete Institut wurde im Jahr darauf nach Sir Isaac Wolfson umbenannt, der dem College eine erhebliche Spende hatte zukommen lassen.
Bemerkenswert ist Wolfsons egalitärer Ansatz, der auf seinen Gründerpräsidenten Isaiah Berlin zurückgeht.
Anders als an anderen Colleges, wo sich die Mitglieder in Senior Common Room (Dozenten), Middle Common Room (Graduierte) und Junior Common Room (nicht graduierte Studenten) aufteilen, sind in Wolfson alle Mitglieder gleich stimmberechtigt.
Als Graduiertencollege sind die Fachrichtungen stark gemischt und das College hat einen großen Anteil von internationalen Studenten.

## Zahlen zu den Studierenden
Im Jahr 2024 waren 775 Personen im Wolfson College eingeschrieben. Davon waren 245 Studierende, die Lehrveranstaltungen besuchten, und 530 waren in der Forschung tätig. Etwa 390 waren männlich und 390 weiblich. 2023 waren es insgesamt 810 Studierende gewesen (2006: 540, 2010: 560, 2015: 555).

## Ehemalige Studenten

### Naturwissenschaften
- Alison Gopnik, US-amerikanische Hochschullehrerin für Psychologie an der University of California, Berkeley
- Nigel Hitchin, englischer Mathematiker für Differentialgeometrie, algebraischer Geometrie und mathematischer Physik
- Artur Ekert, polnisch-britischer Physiker der Quanteninformatik
- Richard Ellis, britischer Astronom und Professor am California Institute of Technology
- James R. Norris, britischer Mathematiker für Stochastik
- Nicolaas Adrianus Rupke, niederländischer Wissenschaftshistoriker

### Rechtswissenschaften
- Francisco Rezek, brasilianischer Jurist und Diplomat

### Geschichte und Literatur
- Josef W. Meri, US-amerikanischer Gelehrter auf dem Gebiet der vormodernen islamischen Geschichte und Kultur und des Dialogs zwischen den Religionen
- Iain Pears, englischer Kunsthistoriker und Schriftsteller

## Bekannte Lehrkräfte und Professoren (ehemalige und aktuelle)
- Isaiah Berlin, russisch-britischer politischer Philosoph und Ideengeschichtler
- William Bradshaw, britischer Politiker (Liberal Democrats) und Hochschullehrer
- Donald Broadbent, britischer Psychologe
- Amit Chaudhuri, indischer Schriftsteller und Musiker
- Anthony Epstein, britischer Virologe
- Robin Gandy, britischer Logiker
- Tony Hoare, britischer Informatiker
- Fania Oz-Salzberger, israelische Historikerin
- Erich Segal, US-amerikanischer Literaturwissenschaftler, Bestseller- und Drehbuchautor
- Bryan Sykes, britischer Professor für Humangenetik
- Nikolaas Tinbergen, niederländischer Ethologe
- Geza Vermes, britischer Religionswissenschaftler, Theologe und Orientalist

## Präsidenten

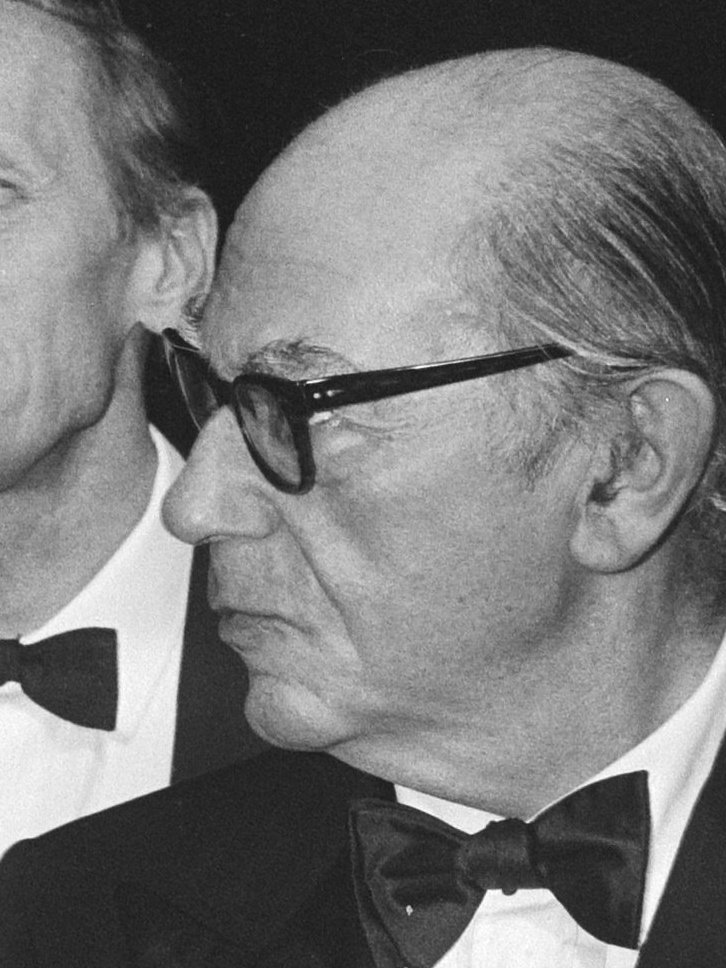
Gründer und 1. Präsident Isaiah Berlin (1983)

- Isaiah Berlin, 1967–1975
- Henry Fisher, 1975–85
- Raymond Hoffenberg, 1985–93
- Jim Kennedy, 1993–1994
- David Smith, 1994–2000
- Jon Stallworthy, in 2000
- Gareth Roberts, 2000–2007
- Jon Stallworthy, 2007–2008
- Hermione Lee, 2008–2017
- Tim Hitchens, seit 2018